# Wimbledon-mesterskaberne 1913
Wimbledon-mesterskaberne 1913 var den 37. udgave af Wimbledon-mesterskaberne i tennis. Turneringen blev spillet i All England Lawn Tennis and Croquet Club i London, Storbritannien, og blev afviklet i perioden 23. juni - 4. juli 1913.
I herresingle vandt Tony Wilding titlen efter sejr over Maurice McLoughlin på 8–6, 6–3, 10–8. Herbert Roper Barrett og Charles Dixon vandt herredoublerækken, hvor de besejrede tyskerne Heinrich Kleinschroth og Friedrich Wilhelm Rahe med 6–2, 6–4, 4–6, 6–2. I damesingle vandt Dorothea Lambert Chambers med 6–0, 6–4 over Winifred McNair.
For første gang blev der endvidere afviklet mesterskabsrækker i damedouble og mixed double. I damedoublerækken blev Winifred McNair og Dora Boothby de første Wimbledon-mestre, da Charlotte Cooper Sterry og Dorothea Lambert Chambers måtte opgive at fuldføre finalen på et tidspunkt, hvor de ellers førte med 6–4, 4–2. Mixed double-finalen blev heller ikke spillet til ende, eftersom James Cecil Parke og Ethel Thomson Larcombe opgav i andet sæt i kampen mod Hope Crisp og Agnes Tuckey.
For første gang gjaldt Wimbledon-mesterskaberne endvidere som officielt verdensmesterskab på græs, anerkendt af det nystiftede International Lawn Tennis Federation.

## Resultater

### Herresingle
Turneringen havde i alt deltagelse af 117 spillere. I all comers-turneringen spillede 116 spillere om retten til at møde den forsvarende mester, Tony Wilding, i "udfordringsrunden". All comers-turneringen blev vundet af amerikaneren Maurice McLoughlin, som i finalen besejrede australieren Stanley Doust med 6-3, 6-4, 7-5, og som dermed nåede udfordringsrunden for første og eneste gang i karrieren.
Mesterskabet blev afgjort i udfordringsrunden, hvor den forsvarende mester, newzealænderen Tony Wilding, vandt over vinderen af all comers-turneringen, Maurice McLoughlin, med 8–6, 6–3, 10–8 og dermed sikrede sig sin fjerde og sidste Wimbledon-titel i herresingle i karrieren.

### Damesingle
Damesingleturneringen havde deltagelse af 42 spillere, og alle kampene blev spillet bedst af tre sæt, der skulle vindes med mindst to overskydende partier. Eftersom den forsvarende mester, Ethel Thomson Larcombe, ikke forsvarede sin titel, blev vinderen af all comers-turneringen, Dorothea Lambert Chambers automatisk kåret som ny mester. I all comers-finalen havde Chambers vundet over Winifred McNair med 6–0, 6–4, hvorved hun sikrede sig den femte af hendes seks Wimbledon-titler i damesingle, mens det var første og eneste gang i karrieren, at McNair nåede all comers-finalen.

### Herredouble
Herredoubleturneringen havde i alt deltagelse af 49 par. 48 af parrene spillede i all comers-turneringen om retten til at møde de forsvarende mestre, Herbert Roper Barrett og Charles Dixon, i udfordringsrunden.
All comers-turneringen blev vundet af tyskerne Heinrich Kleinschroth og Friedrich Wilhelm Rahe, som i finalen besejrede Alfred Beamish og James Cecil Parke med 6-3, 6-2, 6-4, og som dermed nåede udfordringsrunden for første og eneste gang i karrieren.
I udfordringsrunden besejrede de forsvarende mestre, Herbert Roper Barrett og Charles Dixon, de tyske vindere af all comers-turneringen med 6–2, 6–4, 4–6, 6–2. Det var briternes anden Wimbledon-titel i herredouble som par, og dermed sikrede Herbert Roper Barrett sig sin tredje og sidste Wimbledon-titel i karrieren, mens det for Charles Dixon var den anden og sidste Wimbledon-titel.

### Damedouble
I 1913 havde Wimbledon-mesterskabernes damedoubleturnering for første gang mesterskabsstatus, og 21 par stillede op. De første officielle Wimbledon-mestre i damedouble blev Winifred McNair og Dora Boothby, da modstanderne i finalen, Charlotte Cooper Sterry og Dorothea Lambert Chambers, måtte opgive at fuldføre kampen på et tidspunkt, hvor de ellers førte med 6–4, 4–2.

### Mixed double
Det var også første gang, at mixed double-rækken talte som officielt mesterskab, og ligesom i damedoubleturneringen blev finalen i denne række ikke spillet til ende, eftersom James Cecil Parke og Ethel Thomson Larcombe opgav i andet sæt i kampen mod Hope Crisp og Agnes Tuckey, som dermed kunne lade sig hylde som de første Wimbledon-mestre i mixed double. Turneringen havde deltagelse af 41 par.